# Келтски језици
Келтски језици потичу од пракелтског и чине огранак индоевропске групе језика. Термин келтски (Celtic) за ознаку језичке групе први је употребио Едвард Лујд, велшки лингвиста, 1707. Раније је овај термин означавао племена средње Галије.
Током 1. миленијума п. н. е. ови језици су били заступљени у целој Европи – од Бискајског залива и Северног мора, долинама Рајне и Дунава, па до Црног мора, севера Балканског полуострва и Мале Азије (Галатија). Данас се келтски језици говоре само у неким деловима Велике Британије, Ирске, на Острву Мен, Кејп Бретону, Патагонији и полуострву Бретања у Француској. До употребе келтских језика ван Европе – Кејп Бретон и Патагонија – дошло је у модерно време.
У свим областима келтски језици су у мањинској употреби.

## Подела
Пракелтски се током историје поделио у четири под-групе:
- галски и сродни језици – лептонски, норијски и галатијски. Ови језици су некада говорени у широком појасу од Француске до Турске и од Белгије до северне Италије. Данас су ово ишчезли језици.
- келтиберијски, којим се причало на Иберијском полуострву. Луситанијски је, такође, највероватније био келтски језик ове подгрупе. Ови језици су данас такође ишчезли.
- гелски језици или гојделски језици који подразумевају ирски, шкотски и манкс. Једно време се ирски језик говорио на југозападној обали Енглеске и на северној и јужној обали Велса.
- бритонски (такође британски или бритоник) који укључује велшки, бретонски, корнишки, камбријски, хипотетички ивернијски и највероватније пиктски.

Изучавање ових језика је консутабилна и несигурна грана јер недостају директни извори.
Извесан број научника ову језичку групу дели на континенталне келтске језике и острвске келтске језике, тврдећи да су разлике између гелских и бритонских језика настале након одвајања језика од континенталне групе. Друга група научника разликује пи-келтски (P-Celtic) и кју-келтски (Q-Celtic), где су сви континентални келтски језици осим келтиберијског сврстани у пи-келтску групу.
По пи-кју класификацији први језик који се издвојио из пракелтског је био гелски, будући да има неке архаичне карактеристике. По континентално-острвској класификацији до раздвајања гелских и бритонских језика је дошло тек након континентално-острвске поделе.

## Изговор
Термин celtic се изговара или келтик или селтик, и док су оба изговора тачна, келтик је чешћи.

## Класификација
Постоје две класификације келтских језика:
- пи-кју класификација је старија и заснива се на прелазу kw из пракелтског у п (пи-група) или к (кју-група). Пример за ову промену је пракелтски глагол kwrin - купити, који је постао pryn у велшком, а cren у староирском. Један од заступника ове теорије је К. Х. Шмит. Противници ове теорије критикују поделу која се заснива само на једној тези.
- континентално-острвска класификација третира галски и келтиберијски као континенталне келтске језике. Заступници ове теорије истичу заједничке разлике острвских језика у односу на континенталне укључујући ту модуларне предлоге, ред речи у реченици и друге разлике. Један од заступника ове теорије је Ким Мек Кон.

Обе ове теорије имају квалитетне аргументе и своје заступнике, али и слабости.
Кад се говори о модерним келтским језицима, будући да је континентална група ишчезла, гелски језици би били представници пи-групе, а бритонски представници кју-групе.
Како изгледа стабло келтских језика зависи од заступане класификације.
| Острвско/континентална хипотеза - пракелтски или заједнички келтски - континентални келтски - галски - лептонски - норијски - галатијски - келтиберијски - острвски келтски - гелски - примитивни ирски - староирски - средњовековни ирски - ирски - шкотски гелски - манкс - бритонски - пиктски - бритски - камбријски - старовелшки - средњовековни велшки - велшки - југозападни бритонски - бретонски - корнишки | Пи-келтски/кју-келтски хипотеза - пракелтски или заједнички келтски - пи-келтски - галски - лептонски - норијски - галатијски - бритонски - камбријски - пиктски - старовелшки - средњовековни велшки - велшки - југозападни бритонски - бретонски - корнишки - кју-келтски - келтиберијски - гелски - примитивни ирски - староирски - средњовековни ирски - ирски - шкотски гелски - манкс |

## Историјски развој келтских језика
Пракелтски или заједнички келтски (Proto-Celtic, Common Celtic) је предак свих познатих келтских језика. Његова лексикографија може бити поуздано реконструисана путем компаративног метода историјске лингвистике.
Пракелтски припада индоевропској језичкој групи и први је језик ове групе који се раширио на северозапад до атлантске Европе.
Лингвисти су дошли до закључка да је пракелтски имао три рода (мушки, женски и средњи), три броја (једнину, двојину и множину) и од пет до осам падежа у зависности од речи (номинатив, вокатив, акузатив, генитив, датив, аблатив, инструментал и локатив).
Научници се не могу сложити око тога када је пракелтски постао посебан језик, али је извесно да је то било између 7. и 5. миленијума п. н. е. Био је у употреби највероватније до 9. века п. н. е.

### Континентални келтски језици
Континентални келтски језици (Continental Celtic) је модерно име за групу келтских језика који су говорени у континенталној Европи и који су данас ишчезли. Били су распрострањени од Иберијског до Балканског полуострва и у Малој Азији. Потиснули су их германски и романски језици. Иако је вероватно да су Келти у овој области користили десетине језика и наречја, само их је шест научно потврђено:

#### Галски језик
Галски језик (Gaulish, Gallic) је језик говорен у Галији пре вулгарног латинског. Према Јулију Цезару био је један од три језика говорена у овој области. Галски језик је познат из неколико стотина записа на камену, керамици и историјским артефактима, као и на новчићима. По Гргуру Турском, говорен је до 6. века.

##### Лептонски језик
Лептноски језик или лептоник (Lepontic) је говорен са јужне стране Алпа између 8. и 5. века п. н. е.. Познат је само кроз неколико записа на луганском алфабету, једном од пет северноиталијанских алфабета.

##### Норијски језик
Норијски или источнокелтски језик је говорен од 4. века п. н. е. до 1. или 2. века у римској провницији Норик, на простору данашње Аустрије и Словеније. Познат је само из два записа – један нађен у Графенштајну (Аустрија), а други у Птују (Словенија).

##### Галатијски језик
Галатијски језик је говорен од 3. века п. н. е. до 4. века у Галатији у Малој Азији, на простору данашње Турске. Записи о овом језику су остали у неколико глоса и коментара класичних римских историчара.

#### Келтиберијски језик
Келтиберијски језик, такође познат као хиспано-келтски (Celtiberian, Hispano-Celtic) је ишчезли келтски језик који је био заступљен на Иберијском полуострву између река Дуро, Тахо, Хукар, Турије и Ебра. О овом језику сведочи готово две стотине записа из 2. и 1. века п. н. е, махом писаних келтиберијским писмом, али и латинксим алфабетом.

### Острвски келтски језици
Термин острвски келтски (Insular Celtic) се односи на говорно подручје ових језика: острва Ирску и Велику Британију, насупрот ишчезлим континенталним келтским језицима.

#### Гелски језици
Гелски или гојделски језици (Goidelic languages, Gaelic languages, Gaelic) су говорени на подручју Ирске, Шкотске, Острва Мен и Канаде.

##### Примитивни ирски језик
Примитивни ирски језик (Primitive Irish) је најстарији познати гелски језик. Записи на њему датирају из 4. века, а био је у употреби највероватније до 6. века, кад га је заменио староирски језик. Писан је огамским алфабетом.

##### Староирски језик
Староирски језик (Old Irish) је сачуван у записима на маргинама латинских религијских списа између 6. и 10. века. Говорен је у области данашње Ирске, Шкотске, Острву Мен и деловима Велса, а еволуирао је током 10. века у средњовековни ирски.

##### Средњовековни ирски језик
Средњовековни ирски језик (Middle Irish) је директни предак модерних гелских језика. Био је у употреби од 10. до 12. века. Значајан број књижевних дела на средњовековном ирском је сачуван до данашњих дана, а исти је случај и са најстаријим ирским законима.

###### Ирски језик
Ирски језик или геиле (Irish, Gaeilge) почиње да се говори у 13. веку. Говори се у Ирској и Северној Ирској. Има неколико дијалеката: минстерски, конатски и алстерски, а осим тога и ан кадеан – званични дијалект, усвојен ради унификације језика.
Ирски језик је један од званичних језика Европске уније.

###### Шкотски гелски језик
Шкотски гелски језик, каитлик (Scottish Gaelic, Gàidhlig) је званични језик Шкотске, заједно са енглеским. Међутим, као говорни језик је у употреби у северним и западним деловима Шкотске и на Хебридима. Иако је почетком 20. века, шкотски гелик био говорни језик читавог Шкотског побрђа, данас је у изумирању.

###### Манкс
Манкс или манкс гелски језик, гилг (Manx, Gaelg, Gailck, Manx Gaelic, Yn Ghaelg, Yn Ghailck), је говорни језик Острва Ман.
Мада се развио из староирског језика, има своје особености, што га чини засебним језиком.
Почетком 19. века је још увек био главни говорни језик Острва Ман, да би у другој половини 20. века готово ишчезао, што је довело до пораста интересовања за овим језиком, те ја данас у свим школама Острва Мен обавеза предмет, а у извесном броју средњих и основних школа су сва предавања на манксу.

#### Бритонски језици
Бритонски језици (Brythonic languages, Brittonic languages, British languages) су једна од две групе острвских келтских језика. Термин brythonic је први пут употребио сер Џон Рајс, велшки професор келтских језика.
Бритонски језици су се говорили у Корнволу, Велсу и Бретањи, а проширени су и у Патагонију.

##### Пиктски језик
Пиктски језик је био језик Пикта, говорен у северној и средњој Шкотској од 9. века до раног средњег века. Претпоставља се да је у време највеће распрострањености говорен од Шетландских острва до Фајфа.

##### Бритски језик
Бритски или британски (келтски) језик је говорен у Енглеској, Велсу и јужној Шкотској. Према Јулију Цезару, био је сличан језику којим је говорено у централној Галији.
Током римске владавине британски језик је модификован под утицајем латинског.
Није сигурно када је овај језик почео да се употребљава, али је ишчезао у потпуности око 7. века.

###### Камбријски језик
Камбријски језик је говорен у северној Енглеској и јужној Шкотској. Историчари сматрају да се највероватније проширо до Јоркшира, те ишчезао током 11. и почетком 12. века, када је полуслободно Краљевство Страткајд постало део шкотског краљевства.

###### Старовелшки језик
Старовелшки језик се развио из бритонског језика. Говорен је у Велсу, али и другим деловима Велике Британије од 7. до 12. века. Из овог периода је сачувано доста поезије и нешто прозе. Најстарији сачувани запис је са почетка 8. века и налази се на надгробној плочи у Тивинској цркви.

###### Средњовековни велшки језик
Средњовековни велшки језик се развио из старовелшког, а говорен је у Велсу од 12. до 14. века.
Најстарији очувани записи Мабиногиона, збирке прича, су на средњовековном велшком, мада су саме приче знатно старије. Осим тога, већина велшких закона је на овом језику.
Ортографија није била стандардизована, те постоје велике разлике у писању од манускрипта до манускрипта. Фонологија средњовековног велшког је слична са фонологијом модерног велшког језика.

###### Велшки језик
Велшки језик, кемрег или и гемрег (Welsh, Cymraeg, y Gymraeg) се говори у Велсу и у Енглеској на енглеско-велшкој граници. Поред тога постоје и велшке имигрантске заједнице у Патагонији, САД, Канади, Аустралији и на Новом Зеланду које се служе овим језиком. За преко 750.000 људи велшки је матерњи језик.

###### Југозападни бритонски језик
Југозападни бритонски језик је био у употреби од 577. п. н. е, након битке код Дорама, а у појединим деловима Велике Британије је говорен и до 12. века.

###### Бретонски језик
Бретонски језик, брезоник (Breton, Brezhoneg) је келтски језик који се и данас говори у деловима Бретање (већином у доњој Бретањи), у Француској.
До 12. века је био језик елите, након тога је говорен махом у западној Бретањи, а онда је буржоазија полако усвојила француски. Литература се до 15. века писала на латинском, а потом на француском, тако да данас има веома мало писаних докумената на бретонском.

###### Корнишки језик
Корнишки језик, керновек, керневек или карноак (Cornish, Kernowek, Kernewek, Curnoack) је говорен у Корнволу до 18. века и затим поново заживео у 20. веку.

## Утицај келтских језика
Будући да је историја келтских језика дуга и да су говорени широм Европе, значајан је и утицај који су имали на друге језике, довевши до настанка мешаних језика, али и до усвајања великог броја келтских речи у другим језицима.
- банџи језик (Bungee) је мешавина шкотског гелика и индијанског кри језика. Говорен је у западној Канади до средине 20. века
- шелта (Shelta, Gammen, Sheldru, Pavee) је мешавина ирског и ромског језика.
- комбинације ромског и велшког језика, говорене су у Велсу
- преко 4000 келтских речи су део српског језика